# Закалтус
Закалтус (рос. Закалтус) — село Кабанського району, Бурятії Росії. Входить до складу Сільського поселення Кабанське.
Населення — 495 осіб (2015 рік).